# Церква Святої Марії Магдалини (Єрусалим)
Церква Святої Марії Магдалини — церква в Єрусалимі у Гетсиманському саду, неподалік від гробниці Богородиці. Перебуває у віданні РПЦ.

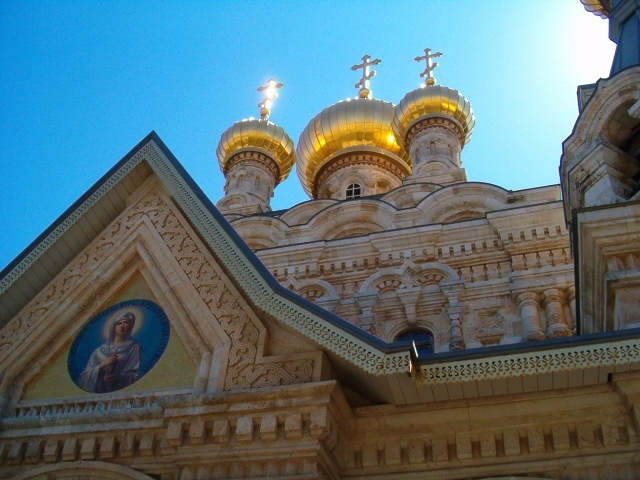
Фрагмент фасаду

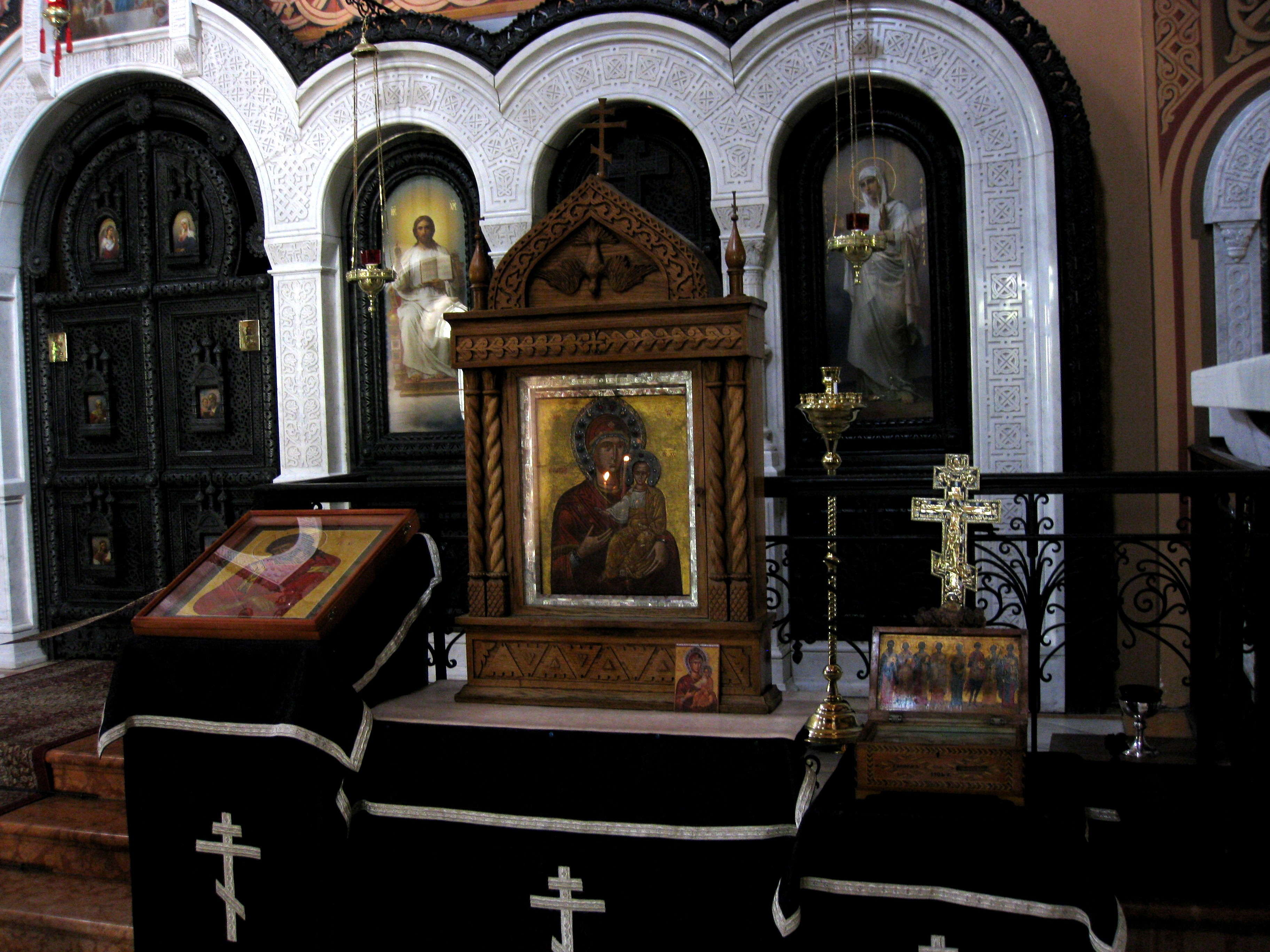
Деталь іконостасу

Храм було закладено 21 січня 1885 року за пропозицією архімандрита Антоніна (Капустіна) на честь імператриці Марії Олександрівни. Освячення храму відбулося 1 жовтня 1888 року за присутності великих князів Сергія та Павла Олександровичів і великої княгині Єлизавети Федорівни.
Церква Святої Марії Магдалини є взірцем російсько-візантійського архітектурного стилю з маківками-довершеннями у формі «цибулин». Усередині храму — іконостас із білого мармуру з бронзовим орнаментом, підлогу виконано з різнокольорового мармуру. У храмі ікони пензля Василя Верещагіна. 
При храмі діє жіночий Гетсиманський монастир Віфанської общини Воскресіння Христового РПЦЗ.
У січні 1921 року в церкві було поховано тіло мученицьки загиблої княгині Єлизавети Федорівни, спеціально доправлене з Росії. Поховання здійснив Єрусалимський Патріарх Даміан.

## Виноски
1. ↑  Члени Єрусалимського відділення Імператорського Православного Палестинського товариства взяли участь в урочистій літургії у свято Покрови Богородиці в храмі Марії Магдалини, освяченому 120 років тому(рос.)
2. ↑  Монастир у ім'я святої Марії Магдалини в Гетсиманському саду на www.fap.ru. Архів оригіналу за 2 жовтня 2018. Процитовано 8 травня 2009. [Архівовано 2018-10-02 у Wayback Machine.]
3. ↑  Урушев Дмитрій [Архівовано 3 вересня 2008 у Wayback Machine.] Скорботний шдях великої княгині на religion.ng.ru [Архівовано 2008-09-03 у Wayback Machine.](рос.)